# Vannes Photos Festival
Le Vannes Photos Festival (festival Photo de mer jusqu'en 2017) est un festival annuel de photographie. Il s'est déroulé au printemps à Vannes, dans le Morbihan, de 2003 à 2022.

## Historique
Le festival de photographies de Vannes est né en 2003 sous le nom de « festival Photo de mer ». Il est alors entièrement consacré aux thématiques liées à la mer. Il se tient, sous ce format, jusqu'en 2016.
La mairie annonce, début 2017, l'ouverture de ce festival à d'autres thèmes et entérine son changement de nom en « Ailleurs ».
Ce format n'est toutefois pas pérenne et laisse sa place, dès l'édition 2018, à « Vannes Photos Festival », dont la thématique change chaque année, mais qui a du mal à trouver son public. Un passage à un rythme biannuel est tenté pour l'édition de 2022, avec un budget renforcé, une durée doublée et une programmation ambitieuse. Puis en janvier 2023, le maire de Vannes annonce par communiqué la fin de ce festival, après une vingtaine d'années,.

### Éditions
| Édition | Dates                  | Thème   |
| ------- | ---------------------- | ------- |
| 1re     | 14 avril - 13 mai 2018 | Cinéma  |
| 2e      | 12 avril - 12 mai 2019 | Musique |

## Organisation
Le festival est organisé par la mairie de Vannes. Il se tient simultanément dans différents lieux emblématiques de la ville (jardins des remparts, port, musée de la Cohue, etc.), en extérieur ou à l'intérieur. L'accès aux expositions et aux animations est gratuite.

### Photographes
Chaque année, une quinzaine de photographes professionnels, français ou étrangers, sont sélectionnés pour exposer leurs œuvres. À l'issue d'un concours, plusieurs amateurs ont également la chance de montrer leurs photos. 

### Animations
Outre les expositions, de nombreuses animations sont programmées pendant le festival: mini-concerts, projections de films, visites guidées de la ville, rencontres avec les photographes, contes, etc.